# ایسلینگ دایلی
ایسلینگ دایلی (انگلیسی: Aisling Daly؛ زادهٔ ۲۴ دسامبر ۱۹۸۷) ورزشکار هنرهای رزمی ترکیبی اهل جمهوری ایرلند است. وی بین سال‌های ۲۰۰۷ تا ۲۰۱۵ میلادی فعالیت می‌کرد.